# Тур Южно-Китайского моря
Тур Южно-Китайского моря (англ. Tour of South China Sea) — шоссейная многодневная велогонка, с 1996 по 2010 год проводившаяся в юго-восточном Китае.

## История
Первые три издания гонки были однодневными и проводились среди любителей. Они проходили по территории Гуандуна, Гонконга и Макао во время рождественских праздников, чтобы отпраздновать передачу Гонконга и Макао Китаю.
С 1999 года гонка стал многодневной с категорией 2.5. В 2005 году при появлении под эгидой UCI континентальных велошоссейных соревнований вошла в календарь UCI Asia Tour под категорией 2.2. Последний раз состоялась в 2010 году в формате однодневики под категорией 1.2.
Многодневный формат гонки включал от 6 до 8 этапов.

## Призёры
| Год                 | Победитель         | Второй          | Третий           |
| ------------------- | ------------------ | --------------- | ---------------- |
| 1996                | Вонг Кам По        |                 |                  |
| 1997                | Вонг Кам По        |                 |                  |
| 1998                | Коси Лаубсер       |                 |                  |
| 2000                | Вонг Кам По        | Глен Митчелл    | Брендан Вести    |
| 2000 (2)            | Нейл Макдональд    | Сиу-Лун Хо      | Малькольм Ланге  |
| 2001                | Вонг Кам По        | Нейл Макдональд | Масахико Мифунэ  |
| 2002                | Николас Уайт       | Филлип Туо      | Марк Роланд      |
| 2004                | Олег Гришкин       | Вонг Кам По     | Питер Милостик   |
| 2005                | Александр Хатунцев | Вонг Нгай Чинг  | Вонг Кам По      |
| 2006                | Кин Сан Ву         | Вонг Кам По     | Фанг Ху          |
| 2006 (2)            | Александр Хатунцев | Ванг Ип Танг    | Ма Хайджун       |
| 2007                | Ванг Ип Танг       | Конг Цуй        | Якоб Нильсен     |
| 2008                | Ганг Сюй           | Микаэль Исидоро | Майкл Фиджеральд |
| 2009 не проводилась |                    |                 |                  |
| 2010                | Кадзухиро Мори     | Чой Ки Хо       | Сэм Дэвис        |